# Náxos (district régional)
Le district régional de Náxos (grec moderne : Περιφερειακή ενότητα Νάξου) est l'un des districts régionaux de Grèce qui fait partie de la périphérie (région) de l'Égée-Méridionale. Ce district régional englobe des îles de l'archipel des Cyclades : Náxos, Amorgós, Donoússa, Irakliá, Schinoússa, les Koufoníssia et quelques autres îles de la mer Égée.

## Administration
Dans le cadre de la réforme gouvernementale de 2011, le Programme Kallikratis, le district régional de Naxos est créé sur une partie de l'ancien nome des  Cyclades. Il comprend 2 municipalités qui sont (numérotées selon la carte dans l'infobox) : 
- Amorgós (2)
- Náxos et Petites Cyclades (13)